# Catedral de Znamensky (Khasavyurt)
A Catedral de Znamensky é a maior igreja ortodoxa do norte do Cáucaso, um monumento arquitetônico do início do século XX. Um brilhante a representante do estilo neo-bizantino em arquitetura. Localizada na cidade de Khasavyurt, República do Daguestão, Rússia.

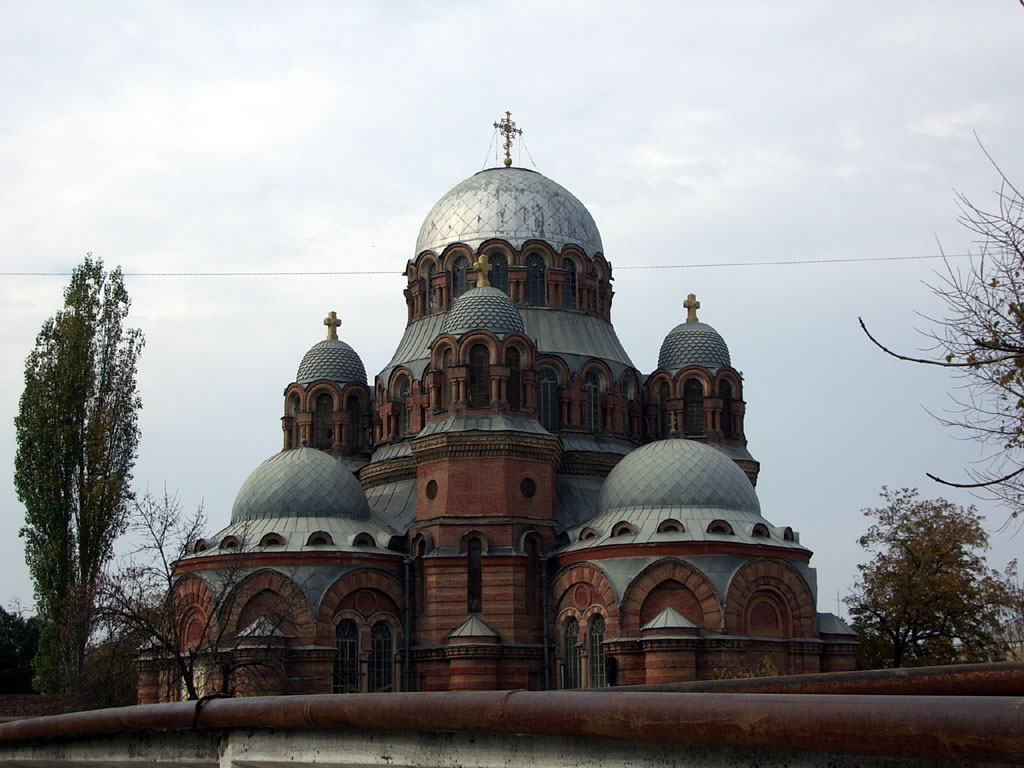
Catedral no século XXI

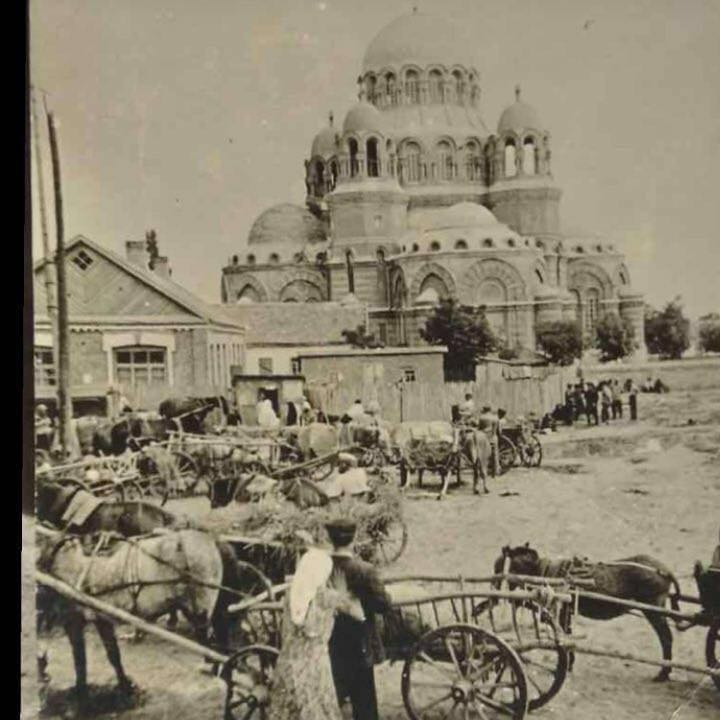
Praça do Mercado, em frente a catedral

## História
O templo foi construído em 1903-1904 pelos cossacos do exército cossaco de Terek em homenagem 300º aniversário da dinastia Romanov. 
Nos primeiros anos, o templo tinha uma rica decoração interior, pintura e estuque. Como muitos edifícios religiosos no país, a catedral teve um destino trágico em 1939, as autoridades fecharam o templo, o edifício foi convertido em um depósito de combustível e lubrificante. Em 1943, um incêndio eclodiu, como resultado do qual todo o interior e os murais foram destruídos. 
Em 1945, a catedral foi devolvida aos fiéis e os serviços religiosos foram retomados. No entanto, nos tempos soviéticos, o conjunto arquitetônico da catedral foi destruído, todo o território do templo teve de ser reconstruído. 
Nos anos 90, devido à saída da população de língua russa da cidade e da região, o número de paroquianos foi reduzido significativamente. Em 2011, o templo foi incluído no programa federal "Cultura da Rússia", que provavelmente permitirá trabalhos de reparo e restauração. 